# Gestora de Inversiones Audiovisuales La Sexta
GIA La Sexta, cuya razón social era Gestora de Inversiones Audiovisuales La Sexta, S.A., fue una de las seis empresas concesionarias de la televisión terrestre en España que controlaba cinco señales operativas: La Sexta, La Sexta 3, Xplora, Gol Televisión y La Sexta HD. Esta empresa pasó en 2012 por un proceso de fusión por absorción con el Grupo Antena 3, pasando a formar parte de Atresmedia.
GIA La Sexta pertenecía en un 51% a Grupo Audiovisual de Medios de Producción (GAMP, de la que forman parte Imagina Media Audiovisual (de Grupo Árbol y Mediapro) al 69,95%, Bainet Media de Karlos Arguiñano al 12%, Bilbao Bizkaia Kutxa al 9,8% y El Terrat de Andreu Buenafuente con el 8,25%), en un 40% para el grupo mediático mexicano Televisa y un 9% al grupo inversor Albavisión Communications LLC del empresario Remigio Ángel González.
La empresa poseía dos sedes, una en la Ciudad de la Imagen en Pozuelo de Alarcón (Comunidad de Madrid), donde se grababan los informativos, programas y logística diversa, y la otra en el Centro Imagina en Esplugas de Llobregat (Barcelona), donde se gestionaba su continuidad y emisión. Tras la fusión con el Grupo Antena 3, La Sexta pasó a ser gestionada desde San Sebastián de los Reyes (Comunidad de Madrid), que es la sede de Antena 3.

## Historia

### Primer intento: Net TV (2000)
Grupo Árbol (Globomedia) se presentó junto al Grupo Correo (actualmente Vocento) al concurso de dos licencias de emisión exclusiva por TDT, siendo también los primeros en emitir en abierto por este estándar que usaba Quiero TV para su plataforma de televisión de pago. Junto a Correo y Árbol participaron en el consorcio otros accionistas como TF1, SIC o Dinamia.
En un principio las diferentes partes acordaron llamar al consorcio seis.tv, más tarde, La Sexta. Grupo Árbol registró ambos dominios (lasexta.com, seis.tv) en Internet el 1 de marzo mientras que Grupo Correo accedía a registrar los dos nombres en la Oficina Española de Patentes y Marcas. Cuando se presentó oficialmente la propuesta al concurso (2002), debido al desacuerdo entre los accionistas, se optó finalmente por el uso de la Sociedad Gestora de Televisión Net TV para la empresa, y Net TV como marca para la cadena.
El Grupo Correo se encargó desde un principio del mantenimiento de esta licencia, pero los gastos y nulos beneficios de la cadena hicieron que Grupo Árbol, junto a las demás accionistas, comenzaran a deshacerse de su participación (2003) motivando que Net TV, junto a la otra ganadora del concurso (Veo Televisión), pidieran una reducción de cobertura para así reducir gastos de emisión.

### Concesión
Durante el 2005, Grupo Audiovisual de Medios de Producción (GAMP) y Televisa forman la empresa Gestora de Inversiones Audiovisuales La Sexta (GIA La Sexta) con la que concurrirían al concurso público de concesión de una licencia de ámbito nacional en abierto, que el gobierno de José Luis Rodríguez Zapatero publicó en junio de 2005 en el BOE junto al Plan Nacional de Televisión Digital Terrestre.
A este concurso solo concurrirían Blas Herrero y su Kiss TV, y GIA La Sexta, al no poder acudir ni Veo Televisión ni Sociedad Gestora de Televisión Net TV que ya tenían licencia exclusivamente digital. Para presentarse a este concurso, el Grupo Árbol tuvo que retirarse del accionariado de Net TV, así como retirarse Vocento de su accionariado, para no incurrir está en un delito, al ya tener acciones en Net TV y Mediaset España.
Durante el otoño se da por otorgada la licencia, de manera extraoficial a GIA La Sexta ya que la oferta de Blas Herrero sería invalida, confirmándose este hecho el 25 de noviembre.

### Inicios de las cadenas
El 12 de diciembre comienza la emisión de una continuidad en sus canales de TDT, y a finales de ese mes, el Gobierno da a conocer las frecuencias analógicas de la cadena principal de GIA La Sexta, siendo las más importantes el 63 en Barcelona y el 33 en Madrid. El 23 de diciembre comienzan las emisiones en pruebas de La Sexta en Madrid y Barcelona, y el 23 de enero de 2006, ya emite imagen y el 20 de febrero comienza la emisión de documentales y programas dedicados al tuning.
El 21 de febrero se constituye la sociedad Plubliseis, encargada de la distribución y asignación de la publicidad externa de la nueva emisora, contratando a altos cargos de Publiespaña, la gestora de publicidad de Telecinco, como Giovanni Rier.
El 14 de marzo en el Círculo de Bellas Artes, José Miguel Contreras da a conocer en el Fórum Europa la fecha oficial de inicio de la cadena, el 27 de marzo, si bien, unos días antes de esta comparecencia, se emite ya un partido de fútbol en directo, entre Croacia y Argentina.
Ese 27 de marzo, inicia las emisiones La Sexta y se produce el lanzamiento oficial de la cadena con un programa presentado por su presidente, Emilio Aragón, en el que anuncia junto a Florentino Fernández, que emitirá el Mundial de Fútbol 2006, si bien, los derechos de los partidos de la Selección española, serían compartidos con la cadena Cuatro.
El 18 de septiembre de 2006, GIA La Sexta da comienzo a las emisiones de su segundo canal en TDT, emitiendo la señal de Telehit, propiedad de Televisa, accionista del grupo. Estas emisiones eran transitorias hasta la creación de un nuevo canal, que sería denominado Hogar 10.

### La Sexta, Mediapro y el fútbol
Desde el propio inicio de la cadena, como demuestra la compra del mundial, así como de partidos de selecciones, La Sexta quiere unir su crecimiento al fútbol. El día 8 de mayo, el diario Sport filtra que Mediapro ha realizado, en nombre de La Sexta, una oferta cuantiosa por los derechos del Fútbol Club Barcelona, a las que se suman posteriormente ofertas al Real Zaragoza, Racing de Santander y Athletic Club.
Este periódico asume que la intención es la entrada en Audiovisual Sport para lograr la emisión del partido en abierto de la Primera División. La compra de los derechos del Barça se consuma el 14 de junio de 2006, a los que posteriormente se le sumarán otros clubes. Aun con estas compras, la relación con Sogecable y Prisa era cordial, como se mostró con la reventa de parte de los derechos del mundial.
Y como se fue anunciando durante todo este periodo, el 27 de julio Mediapro anuncia su entrada en Audiovisual Sport y días después la concesión a La Sexta durante 3 años, la emisión del partido en abierto, los sábados a las 10 de la noche que hasta el momento pertenecía a las cadenas autonómicas integradas en la FORTA. Poco después se anunciaría que La Sexta compartiría con TV3, TVG y Canal Nou, estos derechos.
Durante este periodo, el Grupo Drive (José Manuel Lorenzo) que participaba en el accionariado inicial de GAMP en un 10%, abandonó alegando su "imposibilidad de conjugar el proyecto de la cadena de televisión con los otros planes de producción nacional e internacional en los que está inmerso". Estas acciones las asumiría Bilbao Bizkaia Kutxa, si bien también se negoció con Blas Herrero, propietario de Kiss FM, y rival meses antes en la concesión de la licencia.
El 31 de julio, Telehit desaparece, para dar paso el mismo día al canal Hogar 10, un canal enfocado al hogar, con contenidos temáticos de cocina, hogar y estilismo, programas ya emitidos por La Sexta como No sabe/No contesta y telenovelas de Televisa.

### La guerra del fútbol
Desde el 1 de julio de 2007, La Sexta dejó de emitir en Canal+ al existir un conflicto debido a la publicidad de la plataforma en la que se mencionaba que esta poseía "todo el fútbol" sin mencionar a la recién creada cadena, que por aquel entonces emitía un partido cada sábado.
Estos hechos fueron uno más de los producidos por la guerra que comenzaban a mantener Prisa (a través de Prisa TV) y Mediapro, a cuenta de los derechos del fútbol. Incluso estos actos provocaron la no emisión de la primera jornada de liga de la temporada 2007/08 porque Prisa TV consideró no conveniente facilitar la señal a Mediapro, que a su vez se la servía a La Sexta.
Al no servir estas imágenes, y para cumplir con la Ley de interés general del fútbol y evitar a la vez que se emitiesen partidos en La Sexta, Sogecable vendió los derechos de emisión de varios partidos a Telecinco.
Este acto de Prisa TV desencadenó una ruptura entre ambas empresas, y La Sexta comenzó a emitir los partidos como locales de los equipos de los que tenía los derechos Mediapro. Esto provocó que cada semana entre 2 y 3 partidos fueran emitidos en abierto.
Incluso, durante 2009, cuando el G30 rompió con Sogecable, se llegaron a alcanzar el récord de 6 partidos en abierto, a través de La Sexta y Hogar 10 incluso un séptimo a través de Gol Televisión la cadena que lanzó Mediapro.

### Intento de fusión con Sogecuatro
Con la finalización de la temporada 2008/09, se da por concluida la guerra entre ambas empresas, al tener Mediapro el control de la práctica totalidad de los equipos de Primera División (17 de los 20). Mediapro comienza entonces el proceso para la concesión de la emisión de los partidos de Primera División.
De estas concesiones, el 29 de junio de 2009, se anuncia que La Sexta es la ganadora del partido en abierto para las próximas 3 temporadas, y Sogecable recibe el partido codificado en exclusiva para Canal+ también por 3 años, así como dos partidos más para una cadena de pago deportiva, que serían compartidos con Gol Televisión. Así mismo, se firma un acuerdo para comenzar un proceso de fusión, para el que se dan un mes plazo. Es con este acuerdo que parece más clara la fusión de Sogecuatro y GIA La Sexta, ya que poco antes el Gobierno de España autorizó estos acuerdos de fusión entre operadoras.
Los rumores fueron acrecentándose al programar Buenafuente una entrevista con Iñaki Gabilondo, cada uno desde su plató correspondiente, donde uno de los temas tratados, fue el de la fusión.
Y aunque todo parecía encarrilado, y tras varias prolongaciones del plazo, Sogecable y Mediapro rompieron negociaciones, y se truncó este acuerdo, entre otras cosas, por actos como el lanzamiento de Canal+ Liga por parte de Canal+, en competencia directa con Gol Televisión, lo que hizo que este canal tuviera que rebajar su coste a uno similar.

### TDT de Pago y Gol Televisión
Mientras tanto, comenzaron las presiones para que el Gobierno de España autorizara la TDT de pago, a la que se oponía Prisa porqué suponía devaluar a su compañía de pago Canal+, pero que necesitaba Mediapro para gestionar los derechos de La Liga. Después de presiones por ambos bandos, la TDT de Pago fue aprobada el 13 de agosto de 2009, y al día siguiente Hogar 10 es sustituida por Gol Televisión en abierto de manera provisional.
Este canal comenzó su emisión en codificado el 1 de septiembre de 2009, y emite cada semana 4 partidos de la Primera División, tres compartidos con Canal+ Liga de Prisa TV y uno en exclusiva para competir directamente con este canal de Canal+, además de 2 partidos de Segunda División y de Copa del Rey por jornada, compartidas con Canal+ Liga, la UEFA Champions League en exclusiva, así como partidos de las ligas internacionales más importantes, como son la Premier League, la liga francesa, la liga italiana y la liga argentina, así como los partidos del Eurobasket 2009 que no emita La Sexta.

### Nuevos canales de cara a la temporada 2010-2011
La Sexta inició el martes 10 de agosto de 2010 la emisión en pruebas de sus dos nuevos canales de TDT, denominados La Sexta 2 y La Sexta 3 emitiendo bucles de La Sexta. En octubre del mismo año, La Sexta 2 se convirtió en un canal generalista y en noviembre, La Sexta 3 se convirtió en un canal de ficción. Junto a La Sexta 3 llegó la señal en alta definición de La Sexta llamada La Sexta HD. Aun así, debido a los bajos índices de audiencia cosechados por La Sexta 2, este canal fue sustituido el 1 de mayo de 2012 por Xplora, un canal de documentales.

### Fusión con el Grupo Antena 3
El 14 de diciembre de 2011 el Grupo Antena 3 (actualmente Atresmedia) anunció su fusión con Gestora de Inversiones Audiovisuales La Sexta, aunque no fue autorizada por la Comisión Nacional de la Competencia hasta el 13 de julio de 2012.
El jueves 26 de julio de 2012 GIA La Sexta mandó una nota de prensa donde se decía que no habría fusión con el Grupo Antena 3 debido a las duras condiciones que había puesto la Comisión Nacional de la Competencia, por lo que ambas debían seguir en solitario. No obstante, el viernes 24 de agosto de 2012, el Gobierno decidió suavizar las condiciones impuestas por la CNC, imponiendo las mismas que afectaron a la fusión entre Gestevisión Telecinco y Sogecuatro en su momento. Así los dos grupos (Grupo Antena 3 y GIA La Sexta) aceptaron las nuevas condiciones y firmaron el proceso de fusión el 1 de octubre de 2012.

## Composición accionarial
| Accionista                                                  | Participación | Sociedad | Participación | Control | Sociedad | Participación | Control |
| ----------------------------------------------------------- | ------------- | -------- | ------------- | ------- | -------- | ------------- | ------- |
| Mediapro                                                    | 11,418%       | Imagina  | 35,68%        | 32%     | GAMP     | 51%           | 69,96%  |
| Globomedia                                                  | 9,99%         | Imagina  | 35,68%        | 28%     | GAMP     | 51%           | 69,96%  |
| WPP                                                         | 7,136%        | Imagina  | 35,68%        | 20%     | GAMP     | 51%           | 69,96%  |
| Torreal                                                     | 7,136%        | Imagina  | 35,68%        | 20%     | GAMP     | 51%           | 69,96%  |
| Bainet Media                                                | 6,12%         | -        | 6,12%         | -       | GAMP     | 51%           | 12%     |
| Kutxabank                                                   | 5%            | -        | 5%            | -       | GAMP     | 51%           | 9,8%    |
| El Terrat                                                   | 4,2%          | -        | 4,2%          | -       | GAMP     | 51%           | 8,24%   |
| Televisa                                                    | 40%           | -        | -             | -       | -        | 40%           | -       |
| Gala Capital (Albavisión Comunicaciones LLC) / George Soros | 9%            | -        | -             | -       | -        | 9%            | -       |

## Canales de televisión
| Logotipo | Descripción |
| -------- | --- |
|          | La Sexta: Es el canal generalista, aunque con especial presencia de programas de humor y entretenimiento, series estadounidenses y retransmisiones deportivas.                                                     |
|          | Xplora: Era un canal temático dedicado al documental en todos sus géneros. Cerro el 6 de mayo de 2014 |
|          | La Sexta 3: Era un canal temático dedicado exclusivamente a la emisión de cine y programas relacionados con él. Cerro el 4 de mayo de 2014                                                                         |
|          | Gol Televisión: Era un canal temático de pago que emite exclusivamente fútbol. El canal era propiedad de Mediapro y estaba operado por este. Cerro el 1 de julio de 2015 y fue sustituido por Mega.                |
|          | La Sexta HD: Es el canal en alta definición de La Sexta que emite a través de la TDT. Sus emisiones comenzaron el 1 de noviembre de 2010. Emite la programación estándar de La Sexta en formato 1980 x 1080i (HD). |

### Extintos
- Telehit
- Hogar 10
- La Sexta 2
- La Sexta 3
- Xplora
- Gol Televisión

## Audiencias
|      | enero | febrero | marzo | abril  | mayo | junio | julio | agosto | septiembre | octubre | noviembre | diciembre | Media anual |
| ---- | ----- | ------- | ----- | ------ | ---- | ----- | ----- | ------ | ---------- | ------- | --------- | --------- | ----------- |
| 2006 | -     | -       | -     | 0,2%** | 0,6% | 5,1%  | 2,2%  | 2,4%   | 2,7%       | 2,5%    | 2,8%      | 3,2%      | 2,4%        |
| 2007 | 3,0%  | 3,2%    | 3,5%  | 3,3%   | 3,5% | 3,7%  | 3,5%  | 3,7%   | 5,5%       | 4,5%    | 4,9%      | 5,2%      | -           |
| 2008 | 4,9%  | 5,3%    | 5,3%  | 5,3%   | 5,5% | 5,1%  | 5,3%  | 5,5%   | 6,1%       | 6,3%    | 6,5%      | 6,4%      | -           |
| 2009 | 6,6%  | 6,8%    | 6,8%  | 7,8%   | 7,5% | 6,9%  | 7,0%  | 7,2%   | 7,3%       | 6,9%    | 6,6%      | 6,6%      | -           |
| 2010 | 6,6%  | 6,2%    | 7,1%  | 7,5%   | 7,7% | 6,5%  | 5,8%  | 6,5%   | 7,0%       | 6,8%    | 7,5%      | 6,5%      | -           |
| 2011 | 7,3%  | 7,4%    | 7,7%  | 8,3%   | 8,0% | 7,7%  | 7,3%  | 7,6%   | 8,5%       | 7,5%    | 7,2%      | 7,0%      | -           |
| 2012 | 6,9%  | 6,8%    | 7,0%  | 6,7%   | -    | 7,1%  | 7,8%  | 7,8%   | 8,0%       | -       | -         | -         | -           |